# Diaspora serbe en Macédoine du Nord
Les Serbes sont un des peuples de la Constitution de la Macédoine du Nord. Le territoire actuel du pays a fait partie de l'Empire serbe au Moyen Âge. Aujourd'hui, environ 36 000 Serbes vivent dans le pays (selon le recensement de 2002), principalement dans le nord. L'église de Staro Nagoričane est un exemple de l'architecture médiévale serbe en Macédoine du Nord.

## Histoire
La présence serbe est attestée en Macédoine du Nord depuis environ 14 siècles. Les Serbes sont mentionnés dans les documents historiques en tant que groupe ethnique vivant le long du fleuve Vardar. Une partie des Serbes de Macédoine du Nord fut déplacée au sein de l'Empire byzantin vers Asie Mineure. D'autres Serbes de Macédoine se mêlèrent à la population bulgare de Macédoine du Nord.

## Personnalités serbes de Macédoine du Nord
- Jovan Babunski
- Jovan Dovezenski
- Gligor Sokolović
- Đorđe Skopljanče
- Petar Dimitrijević
- Stojan Marković
- Serafim Krstić
- Janićije Đurić
- Jovan Č. Tomić
- Stojan Ristić
- Jovan Ćirković
- Rista Cvetković
- Gligorije Božović
- Rista Stavrić
- Đorđe Stamenković
- Isailo Hadžijevski
- Jovan K. Grošević
- Matija Šumenković
- Petar Novaković-Čardaklija
- Janko Popović
- Marko Krstić
- Vuča Živić
- Dositej Novaković
- Gedeon Jurišić
- Marko Kraljević